# No Way Out 2002
No Way Out 2002 was een professioneel worstel-pay-per-viewevenement dat geproduceerd werd door World Wrestling Federation (WWF). Dit evenement was de derde editie van No Way Out en vond plaats in de Bradley Center in Milwaukee (Wisconsin) op 17 februari 2002.
De belangrijkste gebeurtenis was een match tussen de kampioen Chris Jericho en Stone Cold Steve Austin voor de WWF Undisputed Championship. Chris Jericho won de match.

## Matchen
| Nr.                                                                          | Match | Winnaar(s)                                                |
| ---------------------------------------------------------------------------- | --- | --------------------------------------------------------- |
| -                                                                            | Diamond Dallas Page (c) vs. Big Boss Man in een een-op-eenmatch voor het WWF European Championship                                              | Diamond Dallas Page (c), diskwalificatie The Big Boss Man |
| 1                                                                            | Hardy Boyz vs. Lance Storm & Christian vs. Dudley Boyz vs. Scotty 2 Hotty & Albert vs. Billy en Chuck vs. The APA in een tag team turmoil match | The APA                                                   |
| 2                                                                            | Goldust vs. Rob Van Dam in een een-op-eenmatch                                                                                                  | Rob Van Dam                                               |
| 3                                                                            | Tazz & Spike Dudley (c) vs. Booker T & Test in een tag team match voor het WWF Tag Team Championship                                            | Tazz & Spike Dudley (c)                                   |
| 4                                                                            | William Regal (c) vs. Edge in een Brass Knuckles on a Pole match voor het WWF Intercontinental Championship                                     | William Regal (c)                                         |
| 5                                                                            | The Rock vs. The Undertaker in een een-op-eenmatch                                                                                              | The Rock                                                  |
| 6                                                                            | Kurt Angle vs. Triple H in een een-op-eenmatch met Stephanie McMahon als special guest referee                                                  | Kurt Angle                                                |
| 7                                                                            | Chris Jericho (c) vs. Stone Cold Steve Austin in een een-op-eenmatch voor het WWF Undisputed Championship                                       | Chris Jericho (c)                                         |
| (c) huidige kampioen voor en na de match \| (nc) nieuwe kampioen na de match | |                                                           |